# اورورا (داکوتای جنوبی)
اورورا(به انگلیسی: Aurora) شهری در ایالت داکوتای جنوبی کشور ایالات متحده آمریکا است که جمعیت آن در سرشماری سال ۲۰۱۰ میلادی، ۵۳۲ نفر بوده‌است.